# 瀧野川 (東京都北區)
瀧野川（日语：／ Takinogawa */?）是東京都北區的町名。現行行政地名為瀧野川一丁目至瀧野川七丁目。全域已實施住居表示。

## 地理
位於瀧野川地區西部，鄰接豐島區（上池袋、西巢鴨）、板橋區（板橋）。町域南側屬舊谷端川流域，北側屬石神井川流域，呈現以中山道為界，南北地勢較低的地形。本地位於王子站、板橋站、西巢鴨站圍繞的北區南部，東接西原，西鄰豐島區上池袋、板橋區板橋，南通豐島區西巢鴨，北臨十條台、王子本町、王子。

### 地價
依據2014年（平成26年）1月1日的公告地價，瀧野川5-48-12的住宅地價為38萬1000日圓/m2。

### 河川
- 石神井川（日语：石神井川） -別稱「瀧野川」。
  - 觀音橋
  - 瀧野川橋
  - 紅葉橋

## 历史
1889年（明治22年）町村制施行時，此地屬北豐島郡瀧野川村（1913年町制施行後為瀧野川町）大字瀧野川與大字下十條。瀧野川町在1932年（昭和7年）編入東京市，為瀧野川區，大字瀧野川與大字下十條整合為瀧野川町。1947年（昭和22年）瀧野川區與王子區合併成立北區。1953年（昭和28年）町名整理，重編為瀧野川一丁目至七丁目。
1964年實施住居表示，成立現行的瀧野川一丁目至六丁目。1968年，瀧野川七丁目也實施住居表示。

### 町名變遷
| 實施後       | 實施年月日                | 實施前       |
| ------------ | ------------------------- | ------------ |
| 瀧野川一丁目 | 1964年（昭和39年）11月1日 | 瀧野川一丁目 |
| 瀧野川二丁目 | 1964年（昭和39年）11月1日 | 瀧野川二丁目 |
| 瀧野川二丁目 | 1964年（昭和39年）11月1日 | 瀧野川二丁目 |
| 瀧野川四丁目 | 1964年（昭和39年）11月1日 | 瀧野川四丁目 |
| 瀧野川五丁目 | 1964年（昭和39年）11月1日 | 瀧野川五丁目 |
| 瀧野川六丁目 | 1964年（昭和39年）11月1日 | 瀧野川六丁目 |
| 瀧野川七丁目 | 1968年（昭和43年）2月1日  | 瀧野川七丁目 |

### 地名由來
「瀧野川」為石神井川別稱。

## 小、中學校學區
區立小、中學校學區請參照下表。
| 町           | 町           | 小學校                 | 中學校                 |
| ------------ | ------------ | ---------------------- | ---------------------- |
| 瀧野川一丁目 | 一部         | 北區立瀧野川第三小學校 | 北區立瀧野川紅葉中學校 |
| 瀧野川一丁目 | 部分         | 北區立瀧野川第二小學校 | 北區立瀧野川紅葉中學校 |
| 瀧野川二丁目 | 瀧野川二丁目 | 北區立瀧野川第三小學校 | 北區立瀧野川紅葉中學校 |
| 瀧野川三丁目 | 部分         | 北區立瀧野川第二小學校 | 北區立瀧野川紅葉中學校 |
| 瀧野川三丁目 | 部分         | 北區立紅葉小學校       | 北區立瀧野川紅葉中學校 |
| 瀧野川三丁目 | 部分         | 北區立瀧野川第三小學校 | 北區立瀧野川紅葉中學校 |
| 瀧野川四丁目 | 部分         | 北區立王子第二小學校   | 北區立瀧野川紅葉中學校 |
| 瀧野川四丁目 | 部分         | 北區立瀧野川第六小學校 | 北區立瀧野川紅葉中學校 |
| 瀧野川五丁目 | 部分         | 北區立瀧野川第二小學校 | 北區立瀧野川紅葉中學校 |
| 瀧野川五丁目 | 部分         | 北區立瀧野川第六小學校 | 北區立瀧野川紅葉中學校 |
| 瀧野川六丁目 | 部分         | 北區立瀧野川第二小學校 | 北區立瀧野川紅葉中學校 |
| 瀧野川六丁目 | 部分         | 北區立谷端小學校       | 北區立瀧野川紅葉中學校 |
| 瀧野川七丁目 | 部分         | 北區立瀧野川第二小學校 | 北區立瀧野川紅葉中學校 |
| 瀧野川七丁目 | 部分         | 北區立谷端小學校       | 北區立瀧野川紅葉中學校 |

## 設施

### 公園
- 北谷端公園
- 南谷端公園
- 釀造試驗所跡地公園

### 設施
- 釀造試驗所釀造指導室

### 企業
- Comodi-iida（日语：コモディイイダ） 本社
- 亀の子たわし　西尾商店

### 教育機關

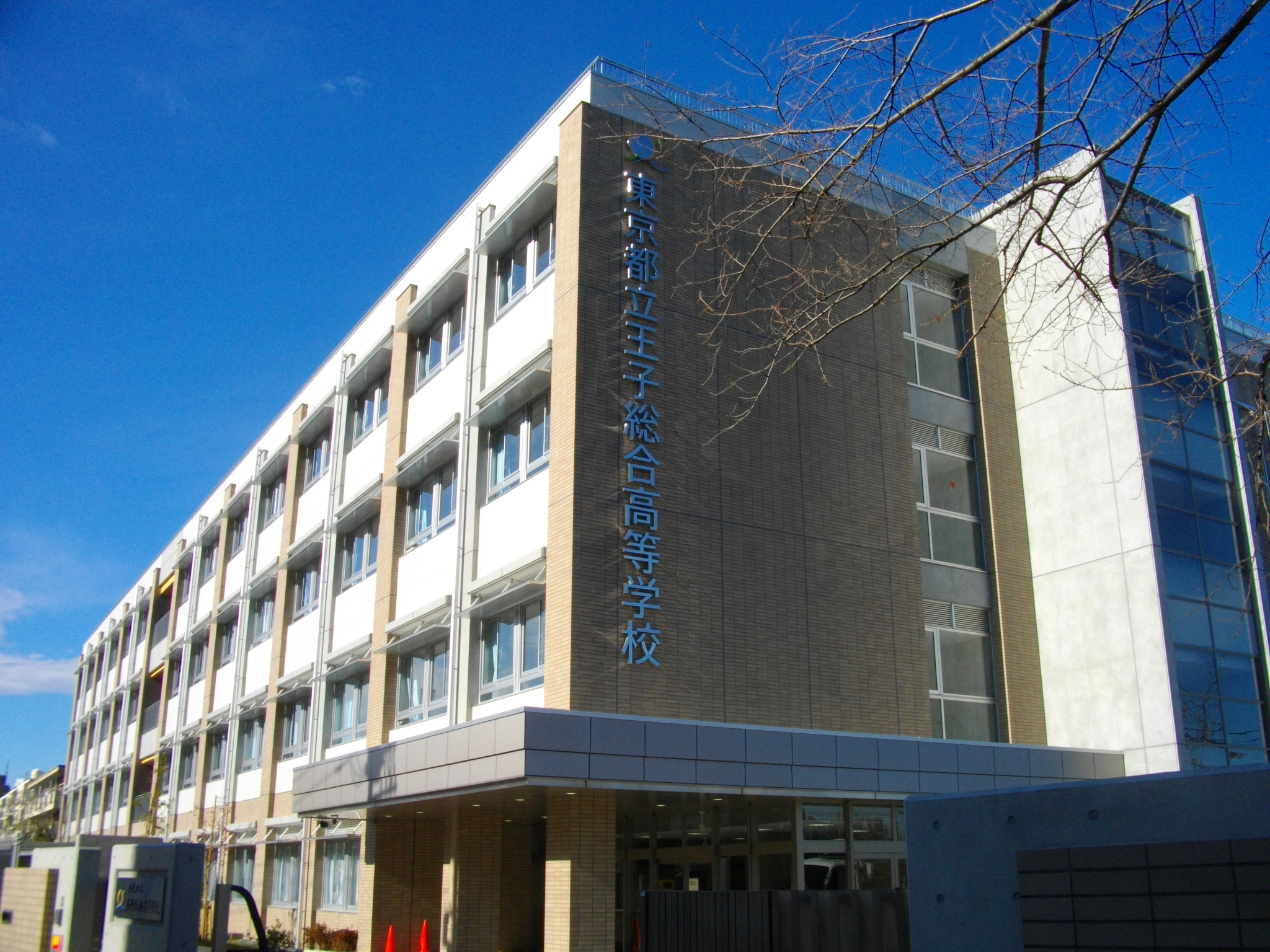
都立王子總合高等學校

#### 公立校
- 東京都立王子總合高等學校（日语：東京都立王子総合高等学校）
- 北區立瀧野川紅葉中學校（日语：北区立滝野川紅葉中学校）
- 北區立瀧野川第二小學校（日语：北区立滝野川第二小学校）
- 北區立瀧野川第三小學校
- 北區立瀧野川第六小學校
- 北區立谷端小學校
- 北區立紅葉小學校

#### 私立校
- 東京齒科衛生專門學校
- 櫻丘高等學校（日语：桜丘中学・高等学校 (東京都)）
- 東京國際法國學園（日语：東京国際フランス学園）

## 史蹟
- 近藤勇墓碑

## 交通

### 鐵道
- JR埼京線 ■板橋站 - 設有出入口。（所在地：板橋）
- 都電荒川線 ■瀧野川一丁目停留場
- 都電荒川線 ■飛鳥山停留場

### 路線巴士
- 都營巴士深夜02（日语：都営バス北営業所） 瀧野川二丁目 / 瀧野川三丁目
- 都營巴士王40甲（日语：都営バス北営業所） 瀧野川二丁目 / 瀧野川三丁目
- 都營巴士王55（日语：都営バス北営業所） 瀧野川二丁目 / 瀧野川三丁目
- 都營巴士草64（日语：都営バス巣鴨営業所） 瀧野川二丁目 / 瀧野川三丁目

### 道路
- 國道17號（中山道）
- 國道122號（明治通）
- 東京都道306號王子千住南砂町線（日语：東京都道306号王子千住南砂町線）（明治通）
- 瀧野川櫻通

首都高速道路、出入口
- 首都高速中央環狀線
- 瀧野川入口

## 備註
1. ↑  人口統計表（平成26年08月1日現在） 的存檔，存档日期2014-08-19.
2. ↑  小學校通學區域一覧｜東京都北區 的存檔，存档日期2014-08-17. 2014年3月8日閲覧。
3. ↑  中學校通學區域一覧｜東京都北區 的存檔，存档日期2014-09-06. 2014年3月8日閲覧。